# USS LST-671
O USS LST-671 foi um navio de guerra norte-americano da classe LST que operou durante a Segunda Guerra Mundial.